# Emléktárgy

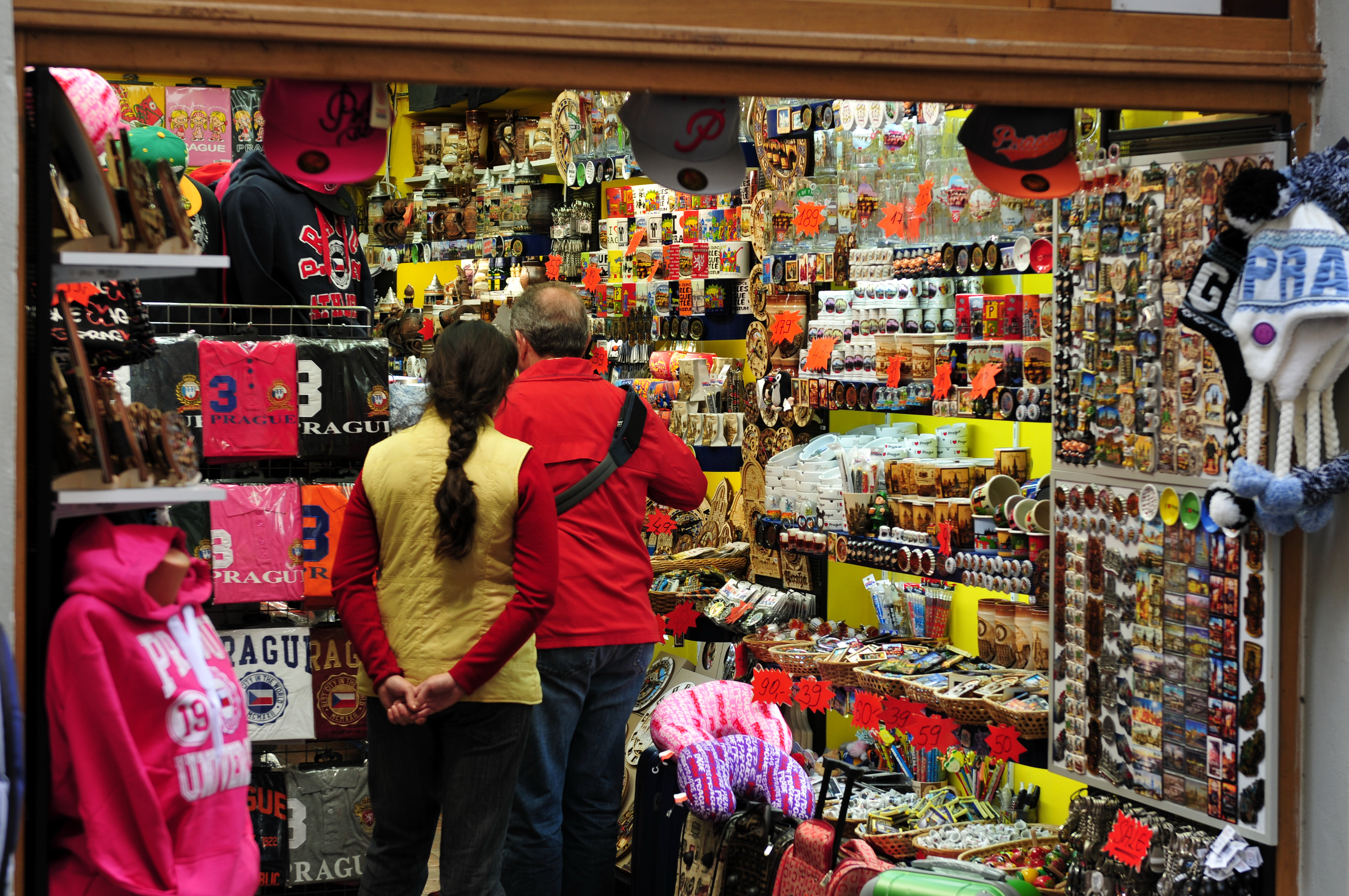
Szuvenírbolt

Az emléktárgy (francia eredetű szóval szuvenír) tágabb értelemben minden olyan tárgy, mely birtokosát valamilyen eseményre vagy élményre emlékezteti. Ilyenek például a turistáknak szánt ajándéktárgyak, rendezvények alkalmából kiadott memorábiliák, elismerésként ajándékozott dísztárgyak, vagy történelmi emlékek.
Az emléktárgynak nincs meghatározott, belső jelentése; maga a tulajdonos ad neki jelentést azáltal, hogy egy adott eseményhez (például utazáshoz) társítja. Történészek szerint az emléktárgy beszerzése vagy ajándékozása ősi hagyományokra vezethető vissza, és valószínűleg már az ókori Egyiptom lakói is gyűjtöttek ilyeneket.

## Turista-szuvenírek
Az utazók már a legrégibb időktől kezdve gyűjtöttek tárgyakat utazásaik helyszínéről, például a zarándokok földdarabokat vittek haza az általuk meglátogatott szent helyekről. A 19. századig az utazók jellemzően saját magukat „szolgálták ki” a történelmi jelentőségű helyeken talált tárgyakból – például darabokat törtek le a Plymouth Rockból, vagy a Capitoliumban található Speaker’s Deskből; sőt, feljegyezték, hogy Thomas Jefferson és John Adams bútorforgácsokat vitt haza Shakespeare egykori otthonából. A 19. század végén jelentek meg az utazóknak szánt ajándéktárgyak, a 20. század végére pedig a tömeggyártott, import szuvenír lett a norma.
Népszerű modern szuvenírek a hűtőmágnesek, képeslapok, kulcstartók, szobrocskák, pólók, bögrék, képeskönyvek, melyek a hely jellegzetes építményeit, tájait, jelképeit ábrázolják. A különböző országoknak (sőt, településeknek) általában megvan a saját, jellemző szuvenírjük, például Oroszországban a matrjoska, vagy Hollandiában a fapapucs.
A tömeggyártott szuvenírek helyett egyes turisták a kézműves emléktárgyakat részesítik előnyben, mások fényképeket készítenek emlékként, vagy a régi utazókhoz hasonlóan különböző tárgyakat (kagylók, kavicsok) gyűjtenek.